# Figured You Out
Figured You Out è un singolo del gruppo rock canadese Nickelback, pubblicato nel 2003 ed estratto dall'album The Long Road.

## Tracce
1. Figured You Out
2. Too Bad (Live at MTV Unplugged)
3. Where Do I Hide (Live at MTV Unplugged)